# Calosoma sycophanta
Il sicofante (Calosoma sycophanta Linnaeus, 1758) è un insetto della famiglia dei Carabidae (ordine Coleoptera).

## Descrizione

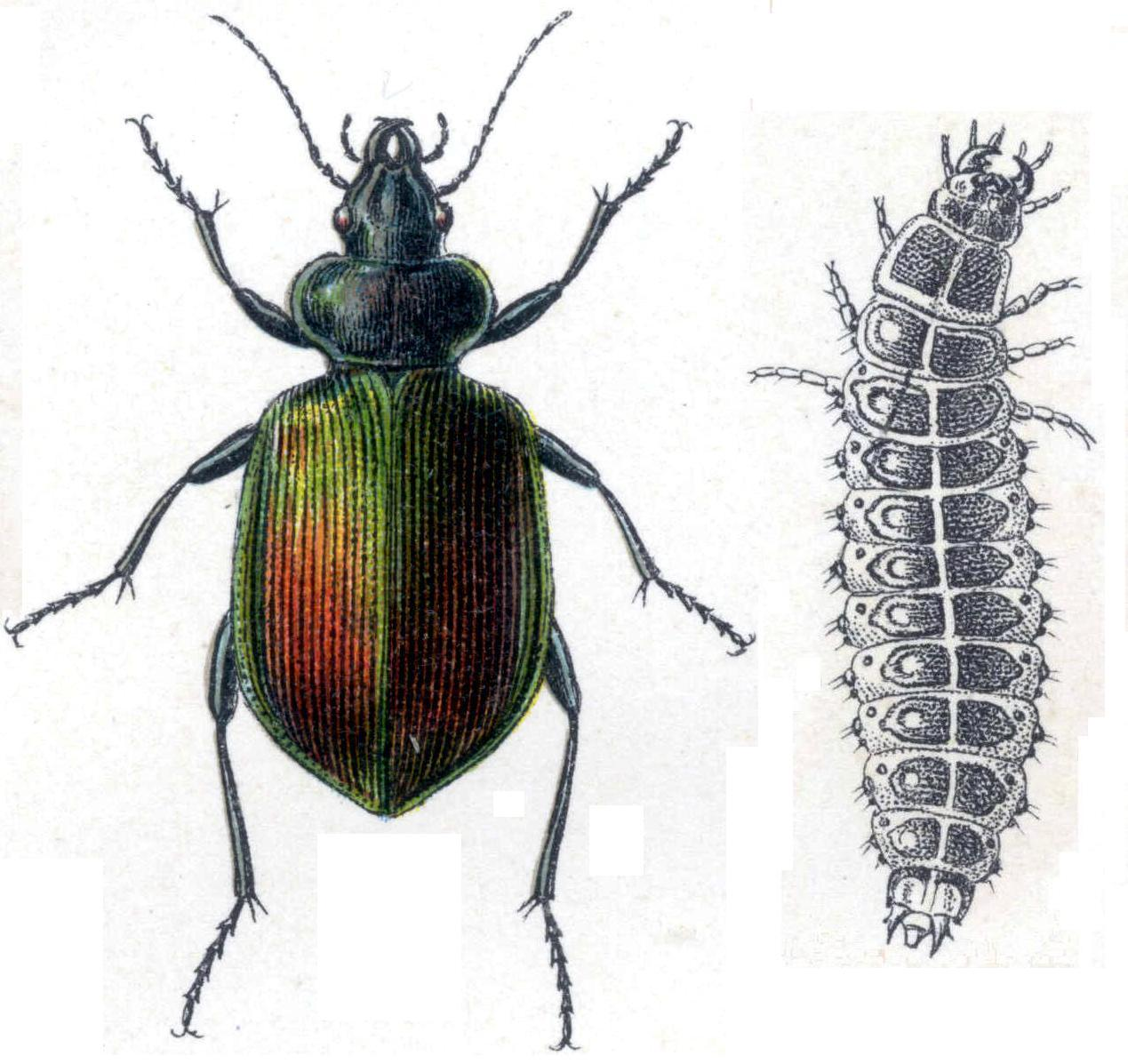
Adulto e larva di Calosoma sycophanta

L'adulto è lungo 2,5-3,5 cm con una vistosa ed elegante livrea. Il capo è nero. Il protorace è scuro, con riflessi metallici variabili dal bluastro al verde o al rosso violaceo ai margini laterali del pronoto. Le elitre sono striate e di colore verde metallico, con riflessi gialli, viola o porpora. Le zampe sono bruno-nerastre. Le regioni ventrali sono di colore nero metallico con riflessi tendenti al blu e al viola. È in grado di volare.
La larva è di tipo campodeiforme, con il corpo leggermente appiattito e lungo circa 3,5 cm, chiara con ampie e marcate aree scure nella parte dorsale di ogni segmento toracico e addominale.

## Biologia
Sia gli adulti sia le larve sono attivi predatori a spese di bruchi e crisalidi di Lepidotteri defogliatori d'interesse forestale.
L'adulto vive 2-4 anni. Gli accoppiamenti si svolgono in piena estate e le femmine depongono le uova (fino a 650) in buche scavate nel terreno, ai piedi degli alberi. La larva, molto mobile e agile arrampicatrice, si sposta sugli alberi dove svolge la sua attività predatoria contro larve di Lepidotteri. Al termine del suo sviluppo, che si svolge in 15-20 giorni, ritorna al terreno dove si svolge lo stadio di pupa. Un ciclo di sviluppo completo dura dai 30 ai 50 giorni. Gli adulti sfarfallano in tarda estate e svernano nel terreno.Di solito sono grandi circa 4 cm

## Attività
Il Calosoma sycophanta è un efficace agente di controllo delle popolazioni di Lepidotteri defogliatori. Nel corso di una stagione un adulto preda oltre un migliaio di bruchi o crisalidi di grosse dimensioni, ma si è calcolato che tale numero può arrivare a 3000 nel caso di insetti di medie dimensioni (es. Lymantria dispar). La larva, nel corso del suo sviluppo, elimina in media una cinquantina di larve o crisalidi.
Fra le specie di maggiore importanza forestale predate da questo coleottero si citano il Bombice dispari (Lymantria dispar), la Processionaria delle querce (Thaumetopoea processionea), la processionaria del pino (Thaumetopoea pityocampa), l'Euprottide delle querce (Euproctis chrysorrhoea).

## Applicazioni in lotta biologica
Il sicofante è stato per la prima volta utilizzato in piani di lotta biologica nel 1840 da Boisgiraud per combattere una pullulazione di Lymantria dispar su pioppi in Francia. In seguito, nel 1905, è stato introdotto anche nella Nuova Inghilterra in Nordamerica per combattere lo stesso lepidottero.

## Forme di difesa
Se minacciato questo animale può spruzzare un liquido maleodorante dall'addome perciò è consigliato non infastidirlo